# Robert Kenneth Wilson
Robert Kenneth Wilson (Madagascar, 26 de janeiro de 1899 - Melbourne, 6 de junho de 1969) foi um cirurgião geral e ginecologista em Londres, que em 1934 supostamente tirou uma fotografia que pretendia mostrar o Monstro do Lago Ness. Isso ficou conhecido como "fotografia do cirurgião" e foi amplamente considerado como genuíno, embora o ceticismo tenha sido expresso sobre isso desde o início. Análises e confissões dos perpetradores na década de 1990 confirmaram que se tratava de uma farsa elaborada.
Durante a Segunda Guerra Mundial Wilson juntou-se ao Executivo de Operações Especiais e foi lançado de pára-quedas atrás das linhas inimigas na Europa ocupada pelos alemães. Para operações na França ocupada, ele foi premiado com a Croix de Guerre pelo governo francês e a Ordem de Orange-Nassau pelo governo holandês.
Ele passou a última parte de sua carreira como cirurgião em Papua Nova Guiné.

## Publicações selecionadas
- Wilson, R.K. (1943). Textbook of automatic pistols: Being a treatise on the history, development and functioning of the modern military self-loading pistol, its special ammunition, and their evolvement into the sub-machine gun, together with a supplementing chapter on the light machine gun. 1884-1935. Plantersville, S.C: Small-Arms Technical Pub. Co.
- Wilson, R.K. (1957). Chest surgery in New Guinea. Tubercle. 38. 117–122. 10.1016/S0041-3879(57)80006-3.
- Wilson, R.K. (1953). Traumatic rupture of the spleen. The Lancet. 265. 545-6. 10.1016/S0140-6736(53)90278-5.
- Wilson, R.K. (1954). A pancreatic calculus. The Lancet 267(6834):367-8 · 10.1016/S0140-6736(53)90278-5 ·
- Wilson, R.K. & Turner, C. (1957). Appendicitis in Papua. The Medical Journal of Australia. 44. 387-9.